# Place d'Armes (Québec)
Pour les articles homonymes, voir Place d'armes.
La place d'Armes est une place du Vieux-Québec située au nord du château Frontenac.

## Situation et accès

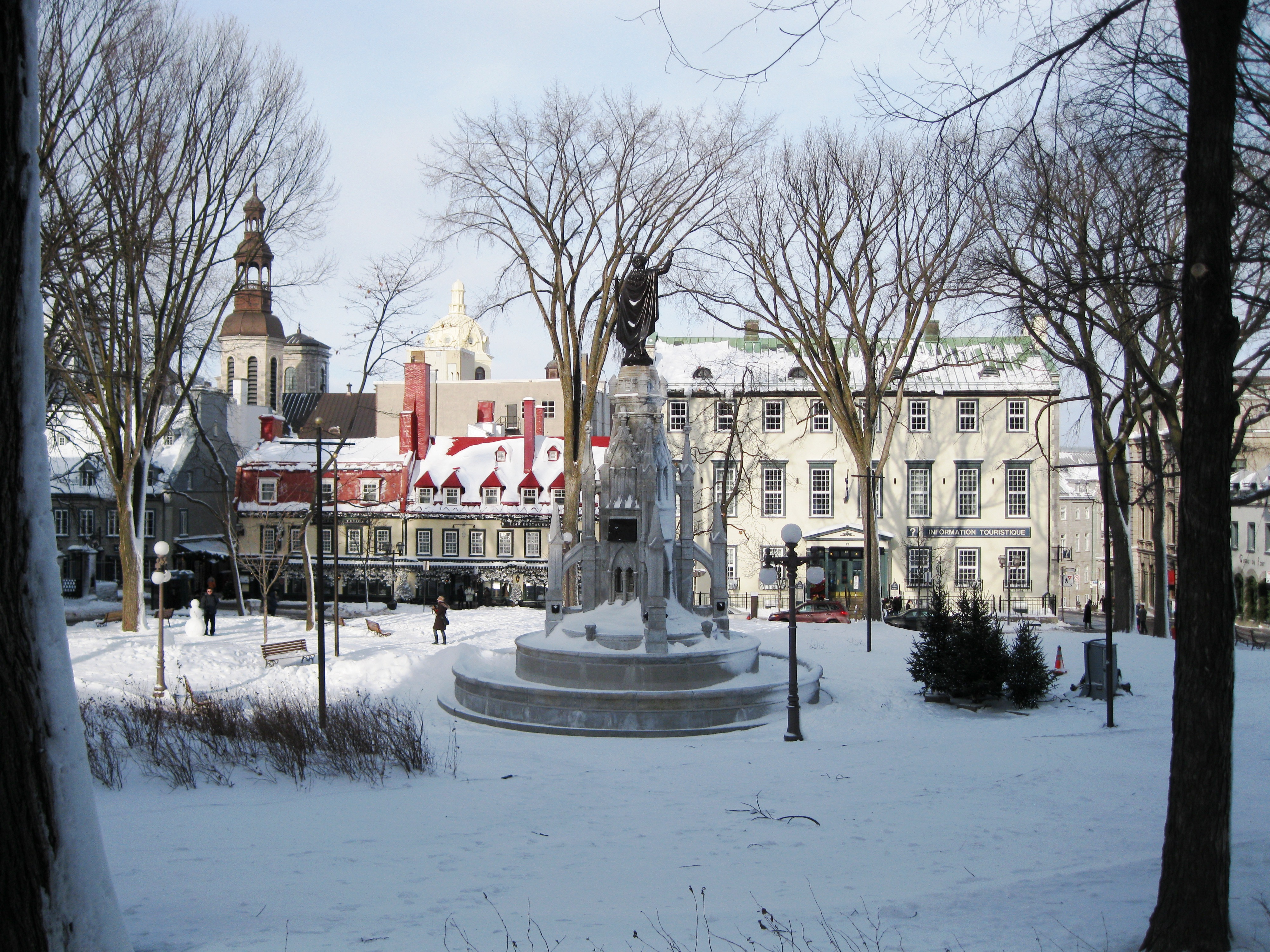
Place d'Armes, vue du sud, en hiver.

La place d'Armes s'inscrit dans un trapèze bordé au nord par la rue Sainte-Anne, au sud par la rue Saint-Louis, à l'est par la rue du Fort et à l'ouest par la rue du Trésor. Elle couvre une surface de 5 000 m2.
Au centre s'élève le monument de la Foi, d'une hauteur de 12 m. Cette sculpture a été construite en 1916.

## Origine du nom
Situé généralement au centre d'une fortification, une place d'armes est le lieu de rassemblement d'une petite troupe et un espace central accueillant les cérémonies importantes de la vie militaire.

## Historique
La place d'Armes a été créée entre 1640 et 1648 par le gouverneur Montmagny pour servir de lieu d'exercice militaire.
Après la construction de la Citadelle, en 1830, elle perd sa fonction militaire. On la ceinture d'une chaîne en 1832 afin de protéger la pelouse. En 1865, elle devient un parc public, avec vasque au centre.
On y érige, en 1915, le monument de la Foi pour célébrer le tricentenaire de l'arrivée des Récollets à Québec.

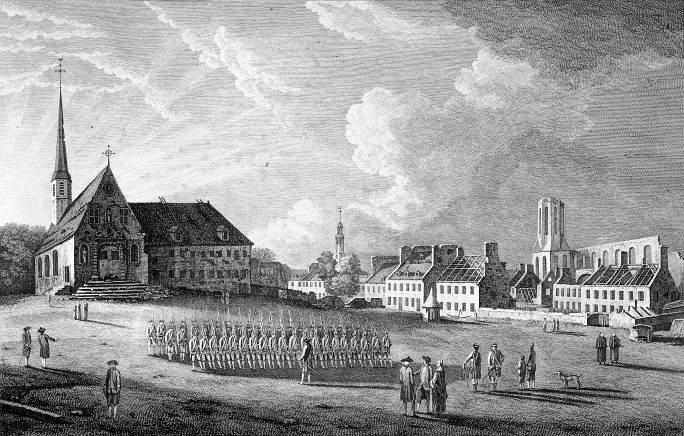
À gauche, l'église et monastère des Récollets, au centre le Collège des Jésuites, à droite la Cathédrale de Québec en 1761.

## Bâtiments remarquables et lieux de mémoire
La place d'Armes est entourée de bâtiments remarquables, dont le Château Frontenac, au sud, l'ancien palais de justice et la cathédrale anglicane de la Sainte-Trinité, à l'ouest.

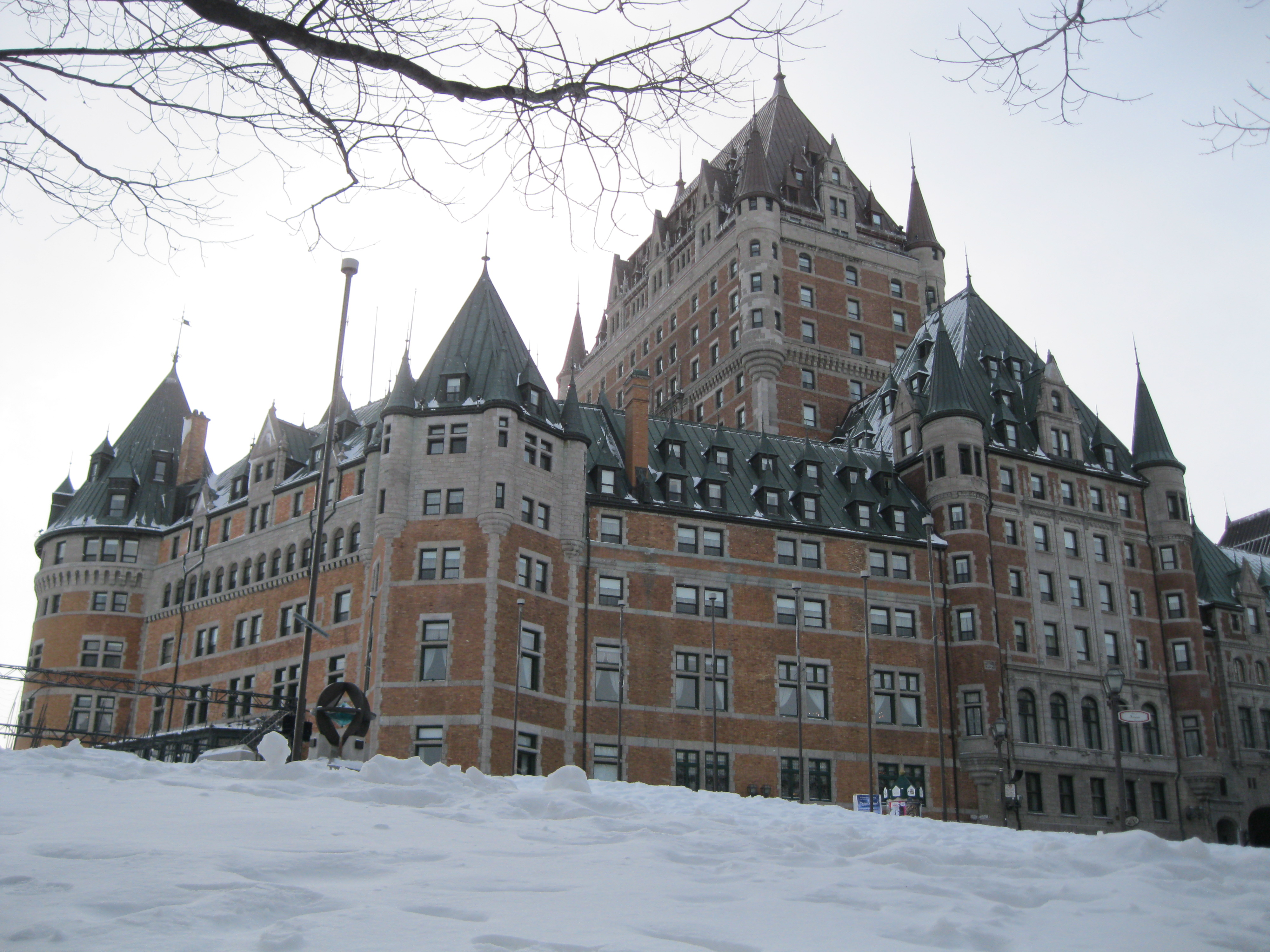
Château Frontenac
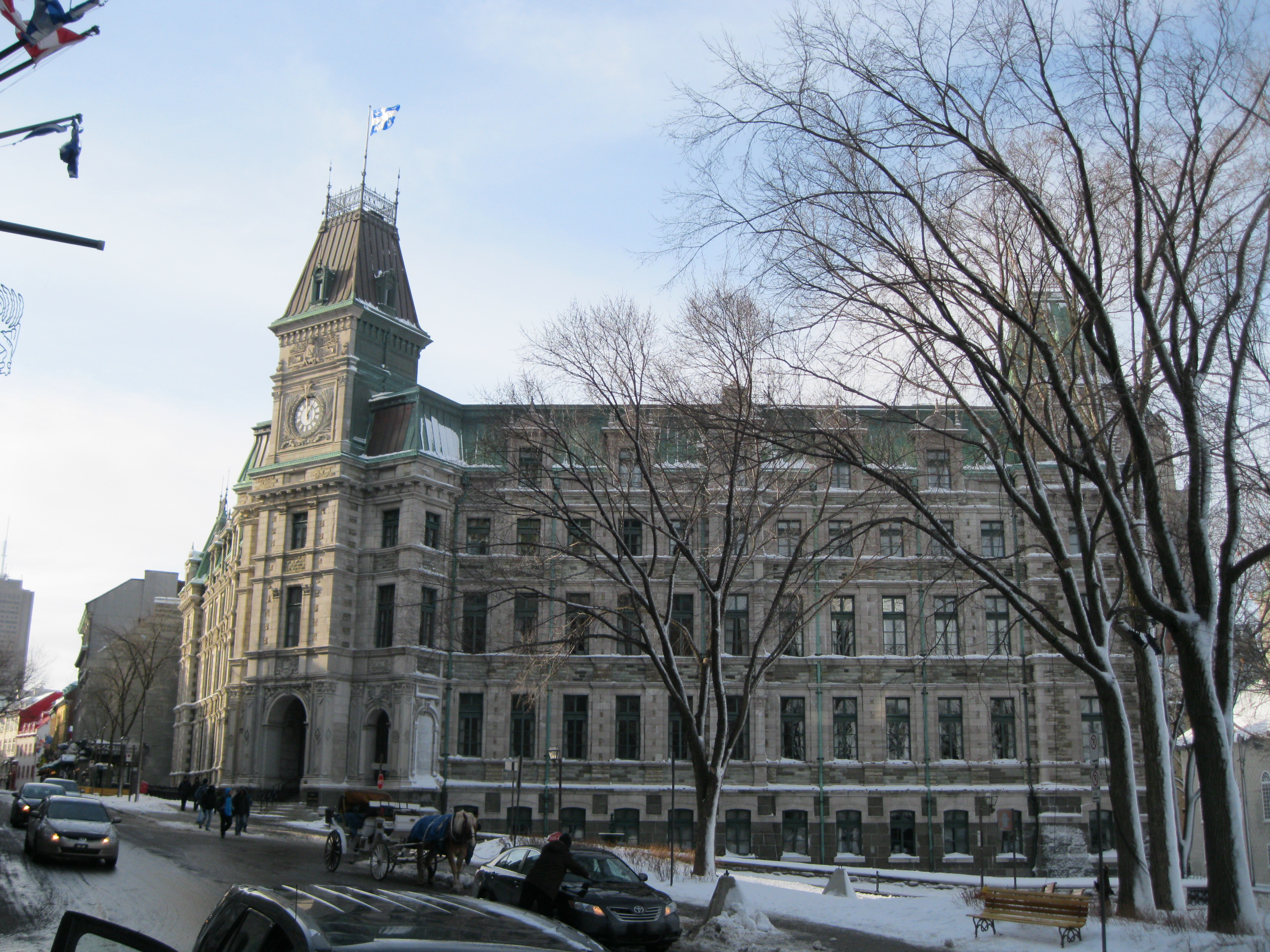
Édifice Gérard-D.-Levesque
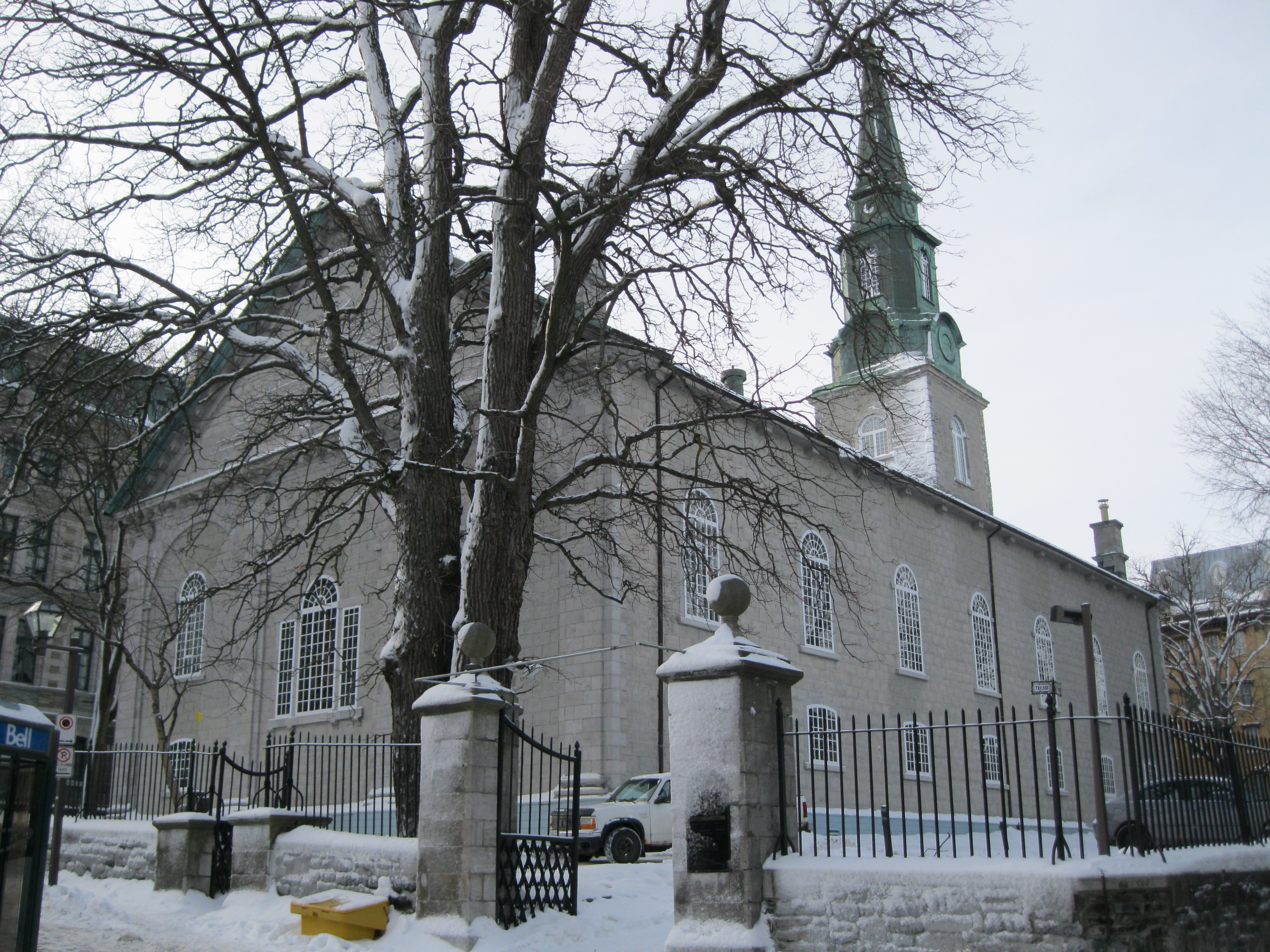
Cathédrale de la Sainte-Trinité de Québec